# Soproizvodnja toplote in električne energije
Sóproizvodnja toplôte in eléktrične energíje, krajše tudi sóproizvodnja ali s kratico SPTE, je način uporabe strojev za pretvarjanje energije goriv pri katerem poleg najbolj želene električne energije koristno uporabimo tudi toploto; oziroma postroj, s katerim je tak način uporabe goriv izveden. Najbolj značilne naprave s soproizvodnjo so mestne, krajevne ali industrijske toplarne, pri katerih se toplota izrablja bodisi za ogrevanje stavb s sistemom daljinskega ogrevanja, ali za industrijske procese.
Popolna pretvorba energije goriv v delo namreč ni možna, zato vedno poleg mehanske oziroma električne energije nastaja tudi toplota (glej: Drugi zakon termodinamike). Soproizvodnja je energetsko najbolj učinkovit način izrabljanja goriva.
Toploto v termoelektrarnah (TE) večinoma zavržejo kot odpadno toploto. Termoelektrane zaradi tega izkazujejo nizek celotni izkoristek pretvorbe goriva v električno energijo. Ta izkoristek se giblje v območju od 25 % (starejše in majhne TE) do 40 % (sodobne TE na trda goriva, veliki motorji z notranjim zgorevanjem) oziroma že celo do 60 % (sodobne kombinirane plinsko-parne termoelektrarne). Če koristno uporabimo tudi toploto, ki je nujni stranski proizvod pretvorbe, je možno doseči celotni izkoristek pretvorbe (v koristno toploto in električno energijo) celo do več kot 90 %.
Koristna izraba toplote, ki jo proizvedejo toplotni stroji ni vedno izvedljiva. Pri motornih vozilih, na primer avtomobilih, je delež energije goriva, ki se pretvori v mehansko delo le do okoli četrtine (25 %). Ostala energija porabljenega goriva gre v obliki tolote v izpuh oziroma se odvaja v okoliški zrak s hladilnimi napravami na motorju v okoliški zrak. Le majhen del toplote v zimskem času uporabimo za koristno ogrevanje notranjosti vozila. 
Načina za gospodarno izkoriščanje večjega deleža proizvedene toplote še niso iznašli.
Energetske in s tem strateške prednosti soproizvodnje priznava zakonodaja številnih držav. Zakonodajo o spodbujanju soproizvodnje je sprejela tudi Evropska Unija. Izrecno je temu namenjena direktiva iz leta 2004 (Direktiva 2004/8/ES ... o spodbujanju soproizvodnje). 
V Sloveniji je spodbujanje izvedeno na osnovi energetskega zakona z uredbami in sklepi vlade (glej Ministrstvo za gospodarstvo RS, Podzakonski akti). V Sloveniji je soproizvodnja in proizvodnja električne energije iz obnovljivih virov energije združena v pravni pojem kvalificirana proizvodnja električne energije. Proizvajalci, ki ustrezajo pogojem, določenim v zakonodaji, si pridobijo status kvalificiranega proizvajalca in pripadajoče ugodnosti.